# Princípio do efeito direto
O princípio do efeito direto é um dos princípios estruturantes do ordenamento jurídico da União Europeia. Foi afirmado pelo Tribunal de Justiça da União Europeia (TJUE) no acórdão Van Gend and Loos. Foi por meio deste caso que o TJUE fixou as condições para a aplicabilidade das normas europeias nos respetivos Estados-membros, a qual é definida pelo próprio Direito europeu e não por meio da ordem jurídica interna de cada Estado-membro. O princípio do efeito direto consiste na aptidão das normas europeias para regularem situações jurídicas concretas, podendo ser invocadas pelos particulares perante as entidades públicas e, nalguns casos, também perante outros particulares.
Apesar de extremamente relevante na ordem jurídica europeia, o princípio do efeito direto não surge de forma expressa nos tratados constitutivos da União Europeia. A suscetibilidade de as normas europeias poderem ser invocadas por particulares perante o Estado ou até outros particulares foi sendo consagrada pelo Tribunal de Justiça da União Europeia que, por via de diversos acórdãos, foi, ao longo das décadas, consolidando e delimitando o conceito de efeito direto

## Afirmação jurisprudencial no casoVan Gend & Loos[1]
O acórdão Van Gend en Loos foi proferido pelo TJUE em 1963, e constitui o leading case sobre o princípio do efeito direto. Os factos eram os seguintes: a Van Gend en Loos era uma empresa holandesa que tinha como atividade principal a importação de produtos químicos da Alemanha Ocidental para a Holanda. Contudo, no ano de 1962, o governo holandês procedeu à reclassificação de alguns produtos na sua pauta aduaneira, daí resultando um acréscimo tarifário de 5% nos produtos que a Van Gend & Loos importava. A empresa entendeu que esta taxa violava o artigo 12º do Tratado da CEE (correspondente, com alterações, ao atual artigo 30º do TFUE) que estabelecia que os Estados não poderiam criar novos encargos aduaneiros ou aumentar os existentes, no seguimento da implementação de um mercado comum (obrigação de standstill). 
Embora o sistema jurídico holandês seja monista e, por conseguinte, aberto a receber o Direito da União, o juiz holandês teve dúvidas sobre o alcance dessa receção. Em causa não estava a mera possibilidade de um Estado poder demandar outro por incumprimento de uma norma constante do Tratado (acordo de vontades entre Estados, que cria obrigações para estes); tratava-se de saber se os particulares poderiam invocar contra os Estados os direitos subjetivos resultantes dos Tratados, nomeadamente, o direito a que as tarifas aduaneiras não fossem aumentadas. Assim sendo, o Tribunal Holandês (Tariefcomissie) suspendeu a instância e colocou esta questão ao Tribunal de Justiça da União Europeia. 

#### A proposta do Advogado-geral[2]
Para que seja possível avaliar o impacto e alcance desta decisão, é importante ter presente a argumentação do advogado geral relativa ao caso, que se prende, em muito, com a visão tradicional quanto à aplicabilidade do Direito Internacional nos ordenamentos jurídicos internos.
A argumentação do Advogado-geral principia por questionar se existe ou não uma obrigação para o Estado relacionada com objeto da questão, afirmando que se existir, a consequência natural deveria ser a consagrada no direito internacional público, que é a responsabilidade estadual, não gerando as normas do tratado quaisquer direitos subjetivos nas esferas jurídicas dos particulares que pudessem ser invocados pelos mesmos perante os Estados.
Em seguida, numa postura marcadamente tradicionalista, o Advogado-geral coloca reservas em relação à alegada efetividade interna do artigo 12º do TCEE, considerando que, caso se admitisse essa aplicabilidade, se geraria uma espécie de “caos jurídico”, nas medida em que as Constituições nacionais diferem na resposta a dar à relação entre normas internacionais e normas internas (algumas admitindo a prevalência das normas internacionais, outras sujeitando-as à compatibilidade com o direito interno, outras omissas quanto ao problema). Na perspetiva do advogado-geral, os autores dos tratados (Estados Membros) estavam a par destas disparidades, e, caso tivessem pretendido a aplicação direta das normas europeias, não teriam deixado de resolver o problema – logicamente posterior – do conflito entre normas internas e internacionais.  
Leia-se um extrato das conclusões: 
“Se se admitisse que o artigo 12.° tem um efeito interno direto, daí resultaria que só em determinados Estados-membros as infrações ao artigo 12.° acarretariam a nulidade e a inaplicabilidade da respetiva legislação aduaneira. Parece-nos ser este o caso dos Países Baixos, cuja Constituição (artigo 66.°) atribui às convenções internacionais que contenham regras gerais obrigatórias e diretamente aplicáveis um estatuto superior ao das leis nacionais; do Luxemburgo (onde a jurisprudência, na falta de disposição expressa da Constituição, no essencial chegou ao mesmo resultado); e talvez a França (talvez, porque o artigo 55.° da Constituição de 4 de Outubro de 1958 não é muito claro a propósito das leis posteriores e contém, além disso, uma reserva de reciprocidade” (Advogado-geral RÖMER).
Logo, admitir que a norma europeia se aplicasse nos Estados Membros daria origem a uma grande desigualdade, pois, em alguns casos teria prevalência, noutros casos, a norma europeia posterior revogaria a lei nacional anterior (e vice-versa) e, ainda, em certas situações, poderia até ter uma posição inferior.
Com este raciocínio o advogado geral em certa medida antecipa que a questão do efeito direto convoca, inelutavelmente, a questão da primazia, dado que a partir do momento em que se admite que as normas europeias são diretamente aplicáveis pelos particulares, passam a existir dois caminhos alternativos: o princípio do efeito direto é afirmado e temos uma disparidade tremenda entre os Estados ou, por outro lado, a única solução que garantiria a uniformidade do direito europeu seria reconhecer que este não só é recebido na ordem jurídica interna dos Estados Membros, mas tem primazia sobre este (e, com efeito, o princípio do primado seria afirmado posteriormente, em 1964, no caso Costa vs Enel).

#### A decisão do Tribunal de Justiça
Ao contrário do Advogado-geral, o Tribunal de Justiça (doravante TJUE) responde à questão colocada pelo tribunal holandês positivamente, afirmando que a norma do art.º 12.º TCEE poderá ser diretamente aplicável por diversos motivos, que serão infra indicados.
Em primeiro lugar, o Tribunal justifica a efetividade direta da norma declarando que a finalidade que subjaz à CEE (atual União Europeia) supõe a participação dos indivíduos dos Estados Membros que a compõem, pelo que os Tratados não se limitam a gerar obrigações para os Estados mas também a consagrar direitos individuais que devem ser protegidos. Ou seja, contrariamente à perspetiva clássica de Direito Internacional, os tratados não produzem efeitos apenas entre os Estados: o Tribunal chama a atenção para o texto do Tratado CEE, em cujo preâmbulo se refere, para além dos Governos dos Estados, também os seus cidadãos, que desempenham e devem desempenhar um papel participativo na União, através de órgãos como o Comitê Económico e Social e o Parlamento Europeu.
Além disso, o Tribunal considera que o (atual) artigo 267º do TFUE é a confirmação que os Estados reconheceram aos respetivos cidadãos direitos subjetivos, que têm por base a União e que não podem ser negados pelos tribunais nacionais. De facto, aquele artigo supõe a possibilidade de as normas europeias – cuja interpretação pode ser pedida ao Tribunal de Justiça pelos tribunais nacionais – serem invocadas em juízo. É assim possível contar com a vigilância complementar dos particulares nos tribunais nacionais, a respeito do cumprimento, pelos Estados, das normas europeias. 
Deste modo, o Tribunal conclui que a CEE (a atual UE) é uma ordem jurídica autónoma, cabendo-lhe definir em que medida as suas normas serão aplicadas na ordem interna dos Estados Membros. Logo, as normas que sejam claras, precisas e incondicionais, não deixando qualquer espaço de liberdade aos Estados (como o artigo 12º TCEE) são diretamente aplicáveis nas ordens jurídicas internas, isto é, incorporam o direito nacional e podem ser invocadas pelos particulares perante o Estado.

## Desenvolvimentos jurisprudenciais posteriores
- Caso Defrenne contra Sabena [3]

Uma hospedeira que trabalhava para a empresa de aviação Sabena invocou o atual art.º 157.º TFUE (ex-artigo 119.º TCE), que consagra o princípio da igualdade salarial entre trabalhadores do sexo masculino e feminino, porque entendeu que foi alvo de discriminação em função do sexo quanto à remuneração que auferia. A questão essencial neste caso, quando enviada para o TJUE, era a de saber se a Sra. Defrenne se podia prevalecer desta norma da União de forma a garantir a satisfação dos seus interesses, pois estaria em causa a invocabilidade de uma norma proveniente de um tratado europeu num conflito entre particulares, e não entre Estados, como no acórdão Van Gend en Loos. 
O Tribunal de Justiça decidiu que a norma do art.º 157.º reconhece a aplicação de um princípio geral de direito - o princípio da igualdade - numa dimensão que diz respeito à igualdade em função do sexo no que toca à remuneração em contexto laboral (é distinta, portanto, da norma clara e expressa do art.º 30.º que estava em causa no acórdão Van Gend en Loos). Ademais a sua redação dita que "os Estados assegurarão", portanto, é necessário que haja uma intervenção por parte do legislador nacional - quase se assemelha a uma norma programática, pressupondo uma atuação posterior dos Estados para assegurar o comprimento do princípio da igualdade entre homens e mulheres. Mesmo assim, tal não impediu o Tribunal de reconhecer que o art.º 157.º é suscetível de produzir efeito direito horizontal, isto é, admitiu que, desde que a norma proveniente do tratado fosse clara, precisa e incondicional, terá o efeito de gerar nos particulares obrigações que estes devem satisfazer (é reconhecido ao particular um direito reflexo através de uma norma de um tratado, onerando outro particular através dessa norma).
Da conjunção dos casos Van Gend & Loos e Defrenne resulta a definição do princípio do efeito direto, respetivamente nas dimensões horizontal e vertical. O Tribunal entende que as normas em questão do Tratado – e outras nas mesmas condições - podem ser invocadas diretamente em juízo contra o Estado, bem como contra outros particulares.
Todavia, há ter em atenção que estes dois acórdãos apenas vieram definir o princípio fundamental do efeito direto para normas de Tratados. Só no caso Van Duyn (v. adiante) é que o Tribunal vai apreciar a questão em relação às normas das diretivas. 
- Caso Van Duyn contra Home Office [4]

A senhora Van Duyn, cidadã neerlandesa e membro da Igreja da Cientologia, viu a sua entrada no Reino Unido ser recusada com o único argumento de que as atividades dessa seita são consideradas contrárias à ordem pública. Não conformada com a recusa, a senhora intentou uma ação contra o Home Office, sustentando a sua posição no artigo 45º TFUE e na Diretiva 64/221, cujo artigo 3.º determinava que “as medidas de ordem pública ou segurança pública devem fundamentar-se exclusivamente no comportamento pessoal do indivíduo em causa” (corresponde ao atual artigo 27.º da diretiva 2004/38). O caso foi submetido ao Tribunal de Justiça com a questão de saber se a diretiva também é diretamente aplicável e se, no caso de o ser, se o é no sentido de conferir aos particulares direitos suscetíveis de serem invocados contra o Estado num tribunal nacional. 
O Tribunal respondeu afirmativamente: 
→ em resposta ao Reino Unido, que alegava que o artigo 288º TFUE estabelece uma distinção entre os efeitos dos regulamentos, das diretivas e das decisões, o Tribunal esclareceu que, mesmo que o referido artigo apenas refira a aplicabilidade direta dos regulamentos, tal não exclui a possibilidade de normas constantes de outras categorias de atos não serem também aplicáveis. Aliás, acrescentou, seria incompatível com o efeito obrigatório que este artigo reconhece às diretivas excluir por princípio que as obrigações por elas impostas aos Estados pudessem ser invocadas pelos interessados; o efeito útil destes atos iria ver-se diminuído se os particulares se vissem impedidos de os invocar perante os órgãos jurisdicionais nacionais. O acórdão constata que, para responder à segunda questão, torna-se necessário avaliar se a natureza da norma é suscetível de permitir a produção de efeitos entre os Estados e os particulares. 
→ o objetivo da diretiva 64/221 é limitar o poder discricionário que as legislações nacionais normalmente conferem às autoridades competentes em matéria de entrada ou expulsão de estrangeiros. Se por um lado, a disposição consagra “uma obrigação que não está sujeita a qualquer restrição ou condição e que, pela sua natureza, não depende da prática de qualquer ato posterior”, por outro lado trata-se de uma obrigação imposta aos Estados de não tomarem em consideração fatores alheios ao comportamento pessoal. Assim, o Tribunal considerou que a norma podia ser invocada em juízo.
- Caso Ministério Público contra Ratti [5]

As directivas 73/173/CEE e 77/728/CEE exigiam aos Estados-Membro que introduzissem, no seu direito interno, normas relativas à embalagem e etiquetagem de diluentes e tintas. Itália não transpôs a diretiva no prazo e manteve em vigor a legislação nacional, que fixava regras diferentes das dispostas nas ditas directivas. Ratti produziu os seus produtos de acordo com o critério estabelecido na directiva, ignorando a legislação italiana. Posto isto, foi sujeito a um processo penal por infração à legislação italiana. A questão a que o Tribunal foi chamado a responder é se um particular poderia invocar as disposições de uma diretiva, sendo que o seu Estado não a transpôs no prazo devido. 
Em primeiro lugar, o acórdão em análise reitera a posição assumida no acórdão Van Duyn. Ou seja, alerta para o facto de que o artigo 288º TFUE não deve ser interpretado como limitando os efeitos produzidos por atos jurídicos europeus distintos dos regulamentos. Mais, constata que, caso os particulares se vissem impedidos de retirar benefícios de uma diretiva, o efeito útil desse ato seria enfraquecido — aliás, isso seria incompatível com o efeito vinculativo que o artigo 288º lhe atribui. Em segundo lugar, retoma-se a questão de fundo, tendo como sustento o facto de, quando o Estado-Membro não tomou, nos prazos previstos, as medidas de execução impostas pela diretiva, não pode opor aos particulares o seu próprio incumprimento das obrigações que ela comporta — por outras palavras, um Estado não pode aplicar a sua lei interna após ter expirado o prazo fixado para a sua transposição, a uma pessoa que tenha cumprido a diretiva. A conclusão a que se pretende chegar é a de que, por um lado, apenas no termo fixado e no caso de incumprimento do Estado é que uma diretiva poderá ser invocada pelo um particular; e que, por outro lado, enquanto não tenha decorrido o prazo fixado para transposição, os Estados não são obrigados a cumprir as disposições da diretiva, são apenas obrigados a abster-se de quaisquer ações que coloquem em causa o seu objetivo. Em suma, uma vez passado o prazo de transposição, a diretiva pode ser invocada por particulares; mas enquanto o prazo ainda correr, “não é possível a um particular invocar o princípio da confiança legítima”.
- Caso 'Faccini Dori' [6]

A senhora Faccini Dori foi abordada na estação de comboios pela empresa Interdiffusion Srl, tendo acabado por se inscrever num curso de línguas facultado pela empresa. Posteriormente, a senhora Dori quis cancelar a sua inscrição, invocando uma diretiva europeia que conferia o direito de desistência quanto a contratos celebrados fora de estabelecimentos comerciais, no prazo de 7 dias contados da celebração dos mesmos. O Estado italiano não havia transposto a diretiva dentro do prazo. 
No seu acórdão, o Tribunal de Justiça vem negar o efeito direto horizontal de normas de diretivas, mesmo que elas sejam claras, precisas e incondicionais e mesmo que o Estado se encontre em situação de incumprimento por não transposição da diretiva europeia. O TJ aceita que as normas da diretiva possam criar direitos subjetivos para os particulares, mas não que os possam vincular, uma vez que apenas os Estados estão sujeitos a obrigações que delas decorrem (art. 288.º do TFUE). Assim, contrariamente ao que o Tribunal tinha decidido no caso Defrenne a respeito das normas dos Tratados, as normas das diretivas poderão apenas produzir efeito vertical (ser invocadas por particulares contra o Estado) e não horizontal. 

## A clarificação do princípio do efeito direto
Como resulta da jurisprudência descrita, o TJUE não reconhece a aplicabilidade direta a todas as normas da União. É necessário que a mesma seja clara, precisa e incondicional e em benefício do particular, isto é, a norma deve ser suficientemente operacional para funcionar como critério normativo de solução de casos concretos, de forma a poder ser invocada em relações jurídicas de Direito interno.
O TJUE esclareceu que as normas das diretivas podem produzir efeito vertical ascendente, permitindo ao particular invocar a norma contra o Estado, mas não descendente, visto que o Estado não pode exigir de particulares o cumprimento de obrigações constantes de normas de uma diretiva que ele próprio não transpôs, o que configuraria uma situação de venire contra factum proprium. 
Por outro lado, nos casos Marshall  e Foster , admitiu que o conceito de Estado – perante o qual o particular pode invocar direitos conferidos por normas de diretivas – é muito amplo, abrangendo não apenas a Administração central, mas igualmente “qualquer organismo, que independentemente da sua natureza, tenha sido encarregue, por ato de uma autoridade pública, de prestar sob controlo desta um serviço de interesse público, e disponha para esse efeito de poderes especiais que provêm das normas aplicáveis às relações entre particulares”. Ao alargar deste modo o conceito de Estado, o Tribunal admite que as normas sejam invocadas perante entidades de natureza não inteiramente pública. 
O alargamento do número de entidades sujeitas ao efeito vertical decidido pelo TJUE apresenta como vantagens o facto de se evitar que certas entidades escapem ao controlo dos atos da União Europeia simplesmente por terem natureza jurídica privada. No entanto, as diretivas não protegem as relações entre privados que não desempenhem atividades de interesse público, podendo, desta forma, colocar os trabalhadores do setor privado em desvantagem face aos demais trabalhadores.
Por outro lado, a repercussão negativa sobre particulares dos efeitos decorrentes da invocação de uma norma de uma diretiva contra o Estado, não é equiparada ao efeito horizontal da uma diretiva. No caso Delena Wells contra Secretary of State for Transport, Local Government, Regions , o TJUE teve oportunidade de se pronunciar num litígio que opunha Delena Wells às autoridades do Reino Unido a propósito da retoma da exploração de uma pedreira, cuja exploração estava desativada. Em 1984, Wells comprou a sua casa, localizada perto da pedreira, que estava inativa já há bastantes anos. Em 1997 e 1999, as autoridades do Reino Unido definiram as condições à luz das quais a pedreira podia ser, novamente, explorada. No entanto, as autoridades não procederam ao estudo prévio do impacto ambiental desta exploração, como está previsto na Diretiva 85/337. Wells, ao ver recusadas pelas autoridades as suas pretensões que tinham o objetivo de alterar a autorização da exploração mineira da pedreira, decidiu recorrer para tribunal, que por sua vez interrogou o Tribunal de Justiça sobre a interpretação da Diretiva 85/337. O Governo do Reino Unido argumentava que reconhecer a um particular o direito de invocar a diretiva 85/337 constituiria uma situação de efeito direto inverso, na qual o Estado-Membro em causa seria obrigado a privar um particular (a entidade exploradora da pedreira) de exercer os seus direitos a pedido de um outro particular (neste caso a senhora Wells). O Tribunal de Justiça discordou, indicando que «relativamente aos particulares, as disposições de uma diretiva só podem criar direitos e que, consequentemente, um particular não pode invocar uma diretiva contra um Estado-Membro se se tratar de uma obrigação estatal que está diretamente ligada ao cumprimento de outra obrigação que, por força dessa diretiva, incumbe a um terceiro». Todavia, «simples repercussões negativas sobre os direitos de terceiros não justificam que se negue a um particular a possibilidade de invocar as disposições de uma diretiva contra o Estado-Membro em causa». A obrigação do Estado-Membro em causa é garantir que é realizada a avaliação dos efeitos no ambiente da exploração da pedreira, obrigação esta que não está ligada ao cumprimento de qualquer obrigação por parte dos exploradores da pedreira. Foi o Estado Membro em causa (Reino Unido) que não cumpriu, atempadamente, as suas obrigações e, por isso, não estamos perante um fenómeno de efeito direto inverso das disposições da diretiva, como afirma o Reino Unido.

### O efeito direto dos regulamentos
O regulamento é um ato jurídico que não tem um destinatário identificado, pois tem um caráter geral, isto é, uma generalidade de destinatários. O regulamento é diretamente aplicável em todos os Estados-Membros, ou seja, vigora no ordenamento jurídico interno sem precisar de receção nem de transposição estadual. Sendo os Regulamentos de carácter geral, vinculativos e de aplicabilidade direta, podem ser invocados pelos particulares e regular situações jurídicas concretas.